# Matateu
Sebastião da Fonseca Lucas, noto come Matateu (Maputo, 26 luglio 1927 – Victoria, 27 gennaio 2000), è stato un calciatore portoghese, di ruolo attaccante.

## Carriera
Fu il primo grande calciatore di origini mozambicane a lasciare un segno nella storia del calcio portoghese ed è stato per questo considerato un predecessore di Eusébio.
Fu capocannoniere del campionato portoghese nel 1953 e nel 1955.

## Palmarès

### Club

#### Competizioni nazionali
- Coppa del Portogallo: 1

Belenenses: 1959-1960
- Segunda Divisão: 1

Atlético CP: 1965-1966 (zona sud)